# Villers-sur-Trie
Villers-sur-Trie era una comuna francesa situada en el departamento de Oise, de la región de Alta Francia, que el uno de enero de 2018 pasó a ser una comuna delegada de la comuna nueva de Trie-Château al fusionarse con la comuna de Trie-Château.

## Demografía
| Gráfica de evolución demográfica de Villers-sur-Trie entre 1800 y 2015 |
|                                                                        |

Los datos demográficos contemplados en este gráfico de la comuna de Villers-sur-Trie se han cogido de 1800 a 1999 de la página francesa EHESS/Cassini, y los demás datos de la página del INSEE.